# Revista Estudos Feministas
A Revista Estudos Feministas é um periódico científico indexado, de caráter interdisciplinar com circulação nacional (Brasil) e internacional que objetiva publicar artigos, resenhas e notas que constem reflexões teóricas no campo dos estudos de gênero e estudos feministas. Ela é disponibilizada através da biblioteca digital SciELO.